# Korçë
Korçë és una ciutat d'Albània i capital del districte amb el mateix nom. El nom de Korçë varia molt segons l'idioma: Aromanès: Curceaua o Cоrceaо; Búlgar: Корча, Kortxa o Корче, Kortxe; Grec: Κορυτσά, Koritsà o Korytsa; Italià: Coriza; Macedoni: Горица, Gorica; Turc: Görice. Té una població de 85.000 habitants (passava de 50.000 el 1980). La plana del mateix nom està separada de Macedònia del Nord per les muntanyes Moravë. Modernament és un centre tèxtil. L'edifici principal és la mesquita de Mirakhor Ilyas Beg, del segle xv (durant la revolució cultural de la primavera de 1967 va perdre el minaret).
Va néixer a la ciutat el «Montesquiu albanès», Koçi Beg. De la ciutat fou originària també la família de Muhammad Ali, virrei d'Egipte. A la ciutat hi juga el Klubi Sportiv Skënderbeu Korçë.

## Història
La regió fou annexada pels otomans vers 1390. Korçë mateix fou fundada pels otomans a la darrera dècada del segle xiv, sent inicialment un castell anomenat Goridje (moderna ortografia Gorice) que fou, junt al de Premedi (Përmet) centre administratiu (nahiye, i més tard sandjak) del vilayat de Bítola sent un petit focus musulmà al sud-est d'Albània que ajuda a formar la identitat albanesa actual. Durant tot el segle xv Gorice fou només un castell i algunes cases a l'entorn; el castell estava entre el llogaret de Mborje (derivat d'Emporion) i la moderna Korçë i els turcs s'hi referien generalment com a castell de Gorice però a vegades com a castell d'Enborye, una deformació escrita de Mborje. El 1481 la nahiye tenia 8 pobles quasi tots de noms eslaus i se sap que en un els musulmans eren 6 famílies i cristians dues, el que mostraria una tendència a la islamització. El 1486 Baiazet II va concedir el poble de Bobostice (Bosotince), a 7 km al sud de la moderna Korçë, a un turc (Ilyas Beg) que va construir una mesquita al poble proper de Piskopiye (seu d'un bisbat en època preotomana, però ara un poble petit). Quatre pobles foren destinats al manteniment de la mesquita, a més d'un hammam, 7 botigues d'Istanbul i un hammam amb molí a Janina. Ilyas Beg (ibn Abd Allah) era un musulmà recent convertit; es va casar amb una princesa otomana, Hundi Khatun. El nom de Gorice va acabar designant al conjunt de terres i pobles afectades a la mesquita.
Al segle xvi el castell encara existia però a la segona part del segle xvi deixa d'esmentar-se i no se sap quan va desaparèixer. El 1519 Enboriye tenia 18 famílies musulmanes, 7 solters musulmans, 88 famílies cristianes, 10 solters cristians, i 11 vídues de religió no indicada. Només 10 anys després els musulmans havien baixat (15 i 4) i els cristians augmentat (101 i 25); el document assenyala que al castell vivien 22 famílies cristianes i 9 solters, i s'ocupaven del seu manteniment; 5 famílies cristianes més vivien al castell però subjectes a uns determinats pagaments. Un convers musulmà era encarregat de mantenir l'abastiment d'aigua. La població emergent de Gorice va absorbir aviat a Enborye (que el 1390 era un llogaret petit amb església romana d'Orient fundada el 1390 pel bisbe Niphon, i estava a 3 km del lloc on va sorgir Gorice).
Al segle xvii era una subdivisió del sandjak d'Ohrid. A la llista de kadiliks (districtes) otomans del Rumèlia del 1667/1668 i de 1788, apareix les dues vegades com a seu d'un cadi de segona classe. No és esmentada pels grans viatgers com Ewliya Celebi, Maio Buzzi i altres, si bé això no seria a causa de la seva manca d'importància sinó al fet que estava a 60 km de la ruta principal, que era encara la Via Egnatia romana. A la segona meitat del segle xviii hi van emigrar molts arumans de la vila comercial de Voskopoje (Moschòpolis) a uns 20 km a l'oest, a les muntanyes, els quals eren en gran majoria arumans (vlacs) amb alguns grecs i albanesos, degut als disturbis que van afectar aquesta població entre 1768 i 1779 el que la va ajudar a prosperar.
El cònsol francès a Salònica, Fèlix Beaujour, i el viatger anglès coronel Leake, la van visitar a l'inici del segle xix. D'això resulta que era una població amb unes 450 cases i uns 3000 habitants. Un ràpid desenvolupament l'hauria portat fins als 10.000 habitants el 1859, 18.000 el 1880 (amb 757 botigues i 23 caravanserralls, 2 mesquites, 1 madrassa, una tekke, una imaret, dos hammams, un campanar i 4 esglésies. A finals de segle es va destruir en gran part per un incendi però fou restaurada per Ahmed Eyyüb Pasha. amb carrers llargs i estrets que es creuaven en angle recte, que encara avui dia s'observa a la ciutat vella. A Korçë es funda la primera escola albanesa (1887) i la primera escola femenina (1891). Des de 1860 fou declarada capital d'un sandjak bastant gran que incloïa tot el sud-est d'Albània i una part de Macedònia del Nord. Vers 1900 s'hi registren 2027 cases amb 1450 cases de cristians, 102 d'arumans i 505 de musulmans.
El 1912-1913 la ciutat fou teatre de la lluita entre nacionalistes albanesos musulmans i albanesos cristians pro-grecs. El 1915 els austrohongaresos van ocupar el nord i centre del país i el juny de 1916 els aliats van ocupar la resta amb els italians a Valona i els francesos a Koritza on el 16 de desembre de 1916 es creava la provincia autònoma de Koritza sota administració militar amb Themistokli Gërmenji com a encarregat del poder executiu amb nominal títol de «cap de la policia». Itàlia va decidir establir un govern republicà albanès (de tota Albània teòricament) amb seu a Vlorë i va proclamar la república el 3 de juny de 1917. Això no tenia el suport de la població ni el consens dels aliats, i va molestar especialment als francesos que controlaven la zona d'Ersek i Koritza; la seva zona d'ocupació for anomenada llavors República de Koritza. La bandera d'aquesta república (i ja abans de la zona autònoma) fou la clàssica vermella amb àliga de dos caps amb corbata amb els colors francesos. Aquesta «república» fou dissolta el setembre de 1917 després d'un acord entre les Potències (encara que França continuà ocupant la regió i Koritza es va mantenir com una mena de província autònoma fins al 16 de febrer de 1918, sota el president del consell administratiu Qani Dishnica i l'autoritat del governador delegat francès). La retirada dels austríacs del nord i centre del país a la tardor del 1917 va deixar el país quasi totalment en mans d'Itàlia excepte la zona francesa. Un contingent multinacional aliat es va establir a Shkodër mentre forces de Sèrbia ocupaven parts del nord d'Albània. L'autonomia fou abolida pels francesos el 16 de febrer de 1918, i es va posar sota autoritat del governador militar francès a Shkodër i el 1919 sota un governador militar per les regions frontereres. Shkodër fou retornada a Albània el 13 de març de 1920 i el governador militar a Koritza abandonava la zona el dia 26 de maig (i el darrer soldat francès el dia 29). Segons el cens francès de 1916 tenia entre 22.000 i 23.000 habitants dels quals 17.779 eren cristians ortodoxos i 5464 musulmans, i tots eren albanofons. A la resta del districte vivien 39.533 musulmans i 17.671 d'altres religions. Els francesos van establir a la ciutat una escola (1917) que va restar activa fins a la Segona Guerra Mundial i va tenir com estudiant i després mestre a Enver Hoxha, dirigent albanès del 1944 al 1985. També queda un cementiri de guerra francès.